# Şah Sultan
 (septembre 2014).
Si vous disposez d'ouvrages ou d'articles de référence ou si vous connaissez des sites web de qualité traitant du thème abordé ici, merci de compléter l'article en donnant les références utiles à sa vérifiabilité et en les liant à la section « Notes et références ».
Şah Sultan (1509-1572) (turc ottoman : شاه سلطان) était une princesse ottomane, fille du sultan Selim Ier et sœur du sultan Soliman le Magnifique.

## Biographie
Elle a grandi à Manisa et épousa en 1523 le futur grand vizir et sufi Lütfi Pacha. Son conjoint est devenu grand vizir en 1539. Le couple a eu deux filles nommées Esmehan Baharnaz Sultan (épouse de Şehzade Mehmed et mère de Hümaşah Sultan) et Neslihan Sultan. En 1541, elle a divorcé de son conjoint, qui a également été déchu de son poste. Le divorce a eu lieu à son initiative, prétendument à cause de la punition de son mari pour adultère. Lütfi Pacha ordonna la coupe d'une extrémité d'un adultère féminine et cela a conduit à un conflit entre le Pacha et Şah Sultan. Comme l'argument s'est chauffé, Lütfi Pacha a donné une gifle à Şah Sultan. Après l'incident, Şah Sultan a battu le Pacha par ses serviteurs et se plaint à son frère Soliman le Magnifique et a demandé le divorce. Cela a conduit au dépôt de Lütfi Pacha de son poste de grand vizir de l'Empire ottoman.
Elle construit la mosquée de Shah Sultan en 1556.